# 鄭品聰
鄭品聰（1902年11月20日—1971年6月26日），名錦豪，字品聰，號劍侯，福建龍巖州人，畢業於福建省立龍巖舊制第九中學，後留學日本，畢業於皇漢醫學院。初在故鄉開設德和堂藥行，民國七年（1918年）渡海至台灣，曾當選中華總會館執行委員、監察委員，並擔任臺東中華會館主席團顧問。九一八事件發生後，為避禍赴海南島投資，曾任海南島實業指導處主任。七七事變發生後，舉家返鄉。戰後再度前往台灣，並當選為台灣省參議會第一屆參議員、制憲國民大會代表。民國三十六年（1947年）當選為第一屆立法委員。此外，亦曾擔任三民主義青年團花蓮支團總幹事，並擔任中國國民黨臺灣省執行委員會委員、臺北市執行委員會書記、臺北市改造委員會主任委員等黨職。民國四十六年（1957年）起擔任中華日報社董事長，後又改任社長
。民國六十年（1971年）6月26日病故。

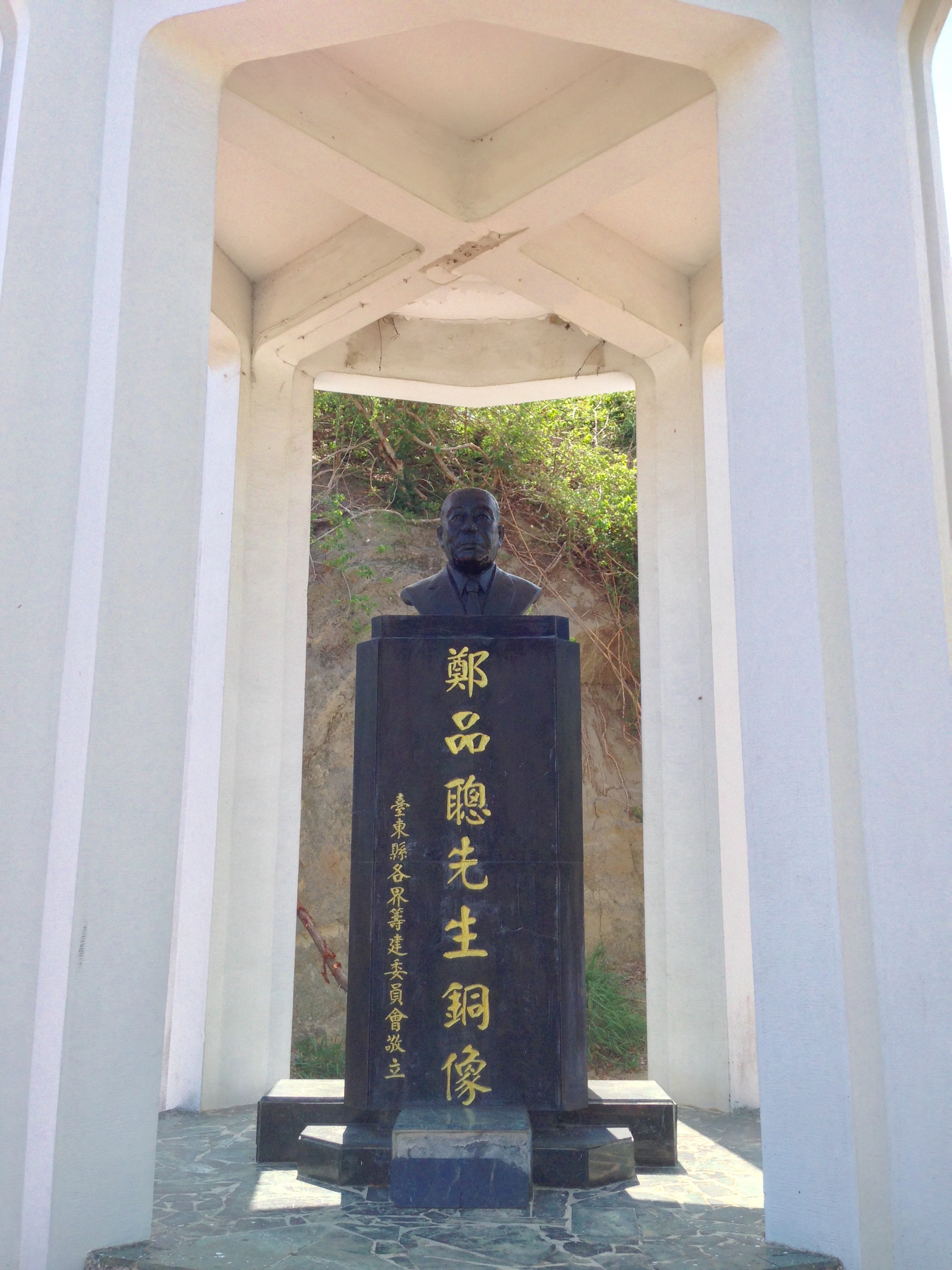
鄭品聰銅像，位於鯉魚山。

鄭品聰之子鄭烈曾任台東縣縣長，女鄭娟娥曾任台北市議員。

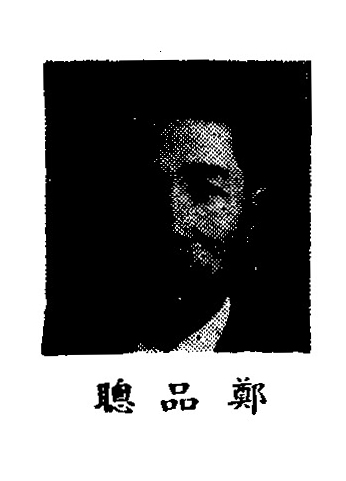
制憲國民大會代表